# Esporácio
Flávio Esporácio (em latim: Flavius Sporacius; fl. século V) foi um estadista do Império Bizantino. Serviu como conde em 448, e como conde dos domésticos de infantaria (em latim: comes domesticorum peditum), em 450 e 451, função com a qual frequentou o Concílio de Calcedônia em outubro de 451. Foi cônsul em 452, função na qual provavelmente não foi reconhecido pelo Império Romano do Ocidente.